# Mairie de Yaoundé VI
 (mai 2024).
La mise en forme du texte ne suit pas les recommandations de Wikipédia : il faut le « wikifier ».
Les points d'amélioration suivants sont les cas les plus fréquents :
- Les titres sont pré-formatés par le logiciel. Ils ne sont ni en capitales, ni en gras.
- Le texte ne doit pas être écrit en capitales (les noms de famille non plus), ni en gras, ni en italique, ni en « petit »…
- Le gras n'est utilisé que pour surligner le titre de l'article dans l'introduction, une seule fois.
- L'italique est rarement utilisé : mots en langue étrangère, titres d'œuvres, noms de bateaux, etc.
- Les citations ne sont pas en italique mais en corps de texte normal. Elles sont entourées par des guillemets français : « et ».
- Les listes à puces sont à éviter, des paragraphes rédigés étant largement préférés. Les tableaux sont à réserver à la présentation de données structurées (résultats, etc.).
- Les appels de note de bas de page (petits chiffres en exposant, introduits par l'outil «  Source ») sont à placer entre la fin de phrase et le point final[comme ça].
- Les liens internes (vers d'autres articles de Wikipédia) sont à choisir avec parcimonie. Créez des liens vers des articles approfondissant le sujet. Les termes génériques sans rapport avec le sujet sont à éviter, ainsi que les répétitions de liens vers un même terme.
- Les liens externes sont à placer uniquement dans une section « Liens externes », à la fin de l'article. Ces liens sont à choisir avec parcimonie suivant les règles définies. Si un lien sert de source à l'article, son insertion dans le texte est à faire par les notes de bas de page.
- La présentation des références doit suivre les conventions bibliographiques. Il est recommandé d'utiliser les modèles {{Ouvrage}}, {{Chapitre}}, {{Article}}, {{Lien web}} et/ou {{Bibliographie}}. Le mode d'édition visuel peut mettre en forme automatiquement les références.
- Insérer une infobox (cadre d'informations à droite) n'est pas obligatoire pour parachever la mise en page.

Pour une aide détaillée, merci de consulter Aide:Wikification.
Si vous pensez que ces points ont été résolus, vous pouvez retirer ce bandeau et améliorer la mise en forme d'un autre article.
La mairie de Yaoundé VI est un bâtiment administratif situé à Byemassi lieu-dit marché Acacias dans le 6e arrondissement de Yaoundé.
Elle est créée en 1993 à la suite du décret présidentiel n°93/312 du 25 novembre 1993, modifiant le décret n°87-1365 du 24 septembre 1987, portant création de la communauté urbaine de Yaoundé.

## Historique
Son siège était d'abord situé au niveau du rond-point Express, et son premier maire est Barthélémy Effa. En 2002, il est remplacé par Robert Atangana qui est limogé par sa tutelle pour malversations financières et absentéisme. Remplacé par Jean Claude Adjessa Melingui en 2006, celui-ci meurt le 7 septembre 2023 dans des circonstances étranges à quelques jours des élections .
La mairie s'installe à Niki Byemassi, puis en 2013 Paul Martin Lolo devient le nouveau maire de Yaoundé VI. En 2014, ce nouveau siège est ravagé par un incendie.
Pendant que la mairie siège à Etoug-Ebe, Paul Martin Lolo décède à mi-mandat des suites de maladie le mardi 10 janvier 2017. Alors, Madame Esther Effa assure l'intérim jusqu'à ce qu'une élection interne porte Yoki Onana à la tête de cette mairie. En tant que nouveau maire, il décide d'achever la construction du siège de la mairie à Acacias.
Le 8 septembre 2023, la mairie s'enflamme aux environs de 5h du matin et ce juste 3 ans après sa construction.

## Administration

### Liste des maires successifs
| depuis 2017 | Jacques Yoki Onana          | RDPC |         |
| 2017        | Esther Effa                 | RDPC | interim |
| 2013 - 2017 | Paul Martin Lolo            | RDPC |         |
| 2007 - 2013 | Jean-Claude Adjessa Melingu | RDPC |         |
| 2002 - 2006 | Robert Atangana             | RDPC |         |
| 1996 - 2002 | Barthélemy Effa             | RDPC |         |

## Quartiers administratifs
- Mendong camp sic ;
- Etoug-Ebe I , II;
- Melen I, III, IV, V, VI, VIIA, VIIB, VIIIC, IX;
- Biyem-Assi ;
- Nkolbikok I, II [1]